# Öjaby församling
Öjaby församling är en församling i Växjö pastorat i Växjö domkyrkokontrakt, Växjö stift i Växjö stift.

## Administrativ historik
Församlingen har medeltida ursprung
Församlingen bildade till 1 maj 1924 pastorat med Härlövs församling, för att då bli annexförsamling i pastoratet med Växjö stads- och landsförsamlingar (vilka 1940 gick samman). År 1985 blev församlingen moderförsamling i pastoratet Öjaby, Ör och Ormesberga, från 2006 sammanslagna till Ör-Ormesberga församling. År 1992 utökades pastoratet med Bergunda församling, 2002 med Öja församling och från 2010 till 2014 omfattade det också Aneboda-Asa-Bergs församling. Församlingen införlivade 2014 Ör-Ormesberga församling och en del av Bergunda församling och ingår sedan dess i Växjö pastorat.

## Kyrkor
- Öjaby kyrka
- Bergunda kyrka
- Örs kyrka
- Ormesberga kyrka